# Xcas

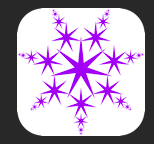
Ícone

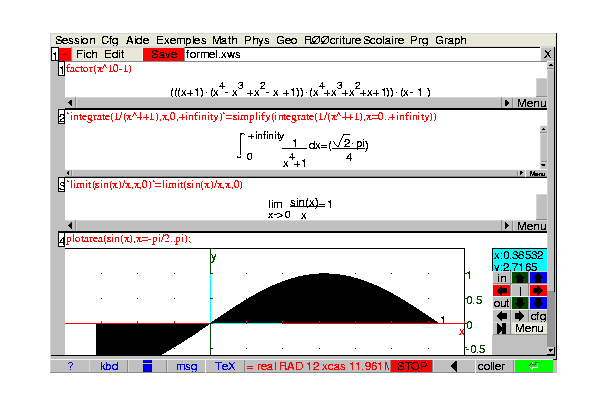
Xcas

Xcas (Código aberto) é a interface de usuário do Giac, um sistema de álgebra computacional (CAS) multiplataforma, leve e de uso geral. O conjunto formado por ambos é denominado na forma Xcas / Giac. O Giac pode ser usado como uma biblioteca C++ independentemente.

## OS

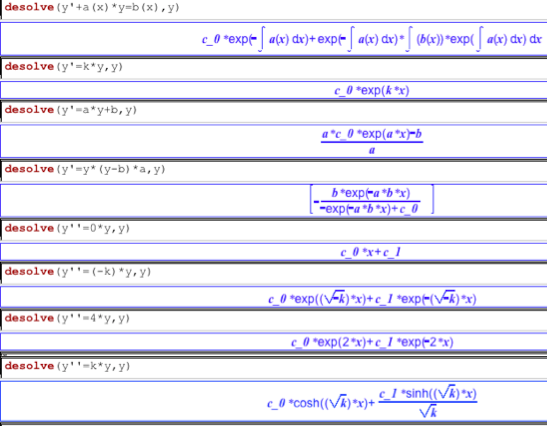
Xcas pode resolver equações diferenciais.

## OS[5]
- Microsoft Windows[6]
- Apple macOS[6]
- Android[7]
- Linux / Unix[6]
- FreeBSD[8]
- online[9]

## Features (seleção)[10]
- int() que retorna o primitivo de uma função.
- unapply() que permite avaliar uma expressão de acordo com um parâmetro.
- solve() que resolve uma equação.
- plot() que permite criar e exibir um gráfico.
- string() que transforma um objeto (exemplo: número inteiro) em uma sequência de caracteres.
- diff() Diferenciação de função.
- split((x+1)*(y-2),[x,y]) = [x+1,y-2] Separação de variáveis.
- desolve() resolver a equação diferencial (veja a ilustração).
- factor() Polinômio de fatoração.
- nPr() calcular permutações.
- nCr() calcular combinações.
- sqrt() raiz quadrada.
- cross([1,2,3],[4,3,2]) = [-5,10,-5] calcular o produto cruzado de dois vetores.
- mean([3,4,2]) = 3 calcular a média.
- stddev([3,4,2]) = sqrt(2/3) calcular desvio padrão.
- variance([3,4,2]) = 2/3 calcular variação.
- det([1,2],[3,4]) = -2 calcular o determinante de uma matriz.
- extrema(-2*cos(x)-cos(x)^2,x) = [0],[pi] calcular os extremos locais de uma função.
- line(x=1) = linha vertical x = 1 desenha uma linha vertical no sistema de coordenadas.

Encontre mais pedidos aqui:
http://www-fourier.ujf-grenoble.fr/~parisse/giac/cascmd_en.pdf

## História
É um projeto de software livre desenvolvido desde 2000 por Bernard Parisse e outros na Universidade Joseph Fourier em Grenoble, França. Desde 2013 vídeos.